# 昭和54年排出ガス規制
昭和54年排出ガス規制 は、1979年（昭和54年）から1981年（昭和56年）にかけて日本国内で販売されたガソリン・LPG貨物車およびディーゼル自動車を対象に適用された自動車排出ガス規制である。

## 概要
ガソリン・LPG貨物車とディーゼル車を対象に、1979年より実施された。
なおそれまでのディーゼル車には識別記号がなかったが、今回の自動車排出ガス規制より新たに識別記号が設けられることになった。本規制ではK- という記号が与えられている。ガソリン・LPG貨物車はJ- である。